# Жоселин Лагард
Жоселин Лагард (на английски: Jocelyne LaGarde) е френска актриса от полинезийски произход.

## Биография
Родена е през 1924 година в Папеете, Таити, Френска полинезия. 
Филмът „Хавай“ е високобюджетна драма, базирана на едноименния бестселър от Джеймс А. Миченър, който разказва историята на белите мисионери от XIX век, които носят християнството на местните жители на острова. Лагард е полинезийска жена, която идеално отговаряше на физическите характеристики на важен герой във филма. Въпреки че никога преди не е играла и не може да говори английски (говорейки свободно таитянски и френски), тя е наета от Mirisch Productions, даден и е учител, който я е научил на достатъчно английски, за да се справи с диалога на героя си.
Като „Кралица Малама Канакоа, Али Нуи от Хавай“, личността и красотата на лицето на Лагард, съчетани с фигурата 140 кг., носят завладяващо присъствие на екрана. Заобиколена от холивудски звезди, тя открадва шоуто не само на публиката, но и на професионалните членове на филмовата индустрия. Академията за филмово изкуство и наука я номинира за Оскар за най-добра поддържаща женска роля.  Тя е първият полинезиец и първият местен човек, номиниран някога за Оскар. Към днешна дата Лагард остава единствената актриса, номинирана някога за награда Оскар за единствената си роля във филм. Асоциацията на чуждестранната преса в Холивуд я избира за носител на наградата Златен глобус за най-добра актриса в поддържаща роля. „Хавай“ е единствената актьорска роля на Лагард.

### Смърт
Тя почива в дома си в Папеете, Таити, през 1979 г., без да се съобщава причината за смъртта.

## Избрана филмография
| Година | Филм  | Оригинално заглавие | Роля                    | Режисьор       |
| ------ | ----- | ------------------- | ----------------------- | -------------- |
| 1966   | Хавай | Hawaii              | Али Нуи, Малама Канакоа | Джордж Рой Хил |